# Luciînți, Rohatîn
Luciînți (în ucraineană Лучинці) este localitatea de reședință a comunei Luciînți din raionul Rohatîn, regiunea Ivano-Frankivsk, Ucraina.

## Demografie
Componența lingvistică a localității Luciînți
     Ucraineană (99,58%)
     Alte limbi (0,42%)
Conform recensământului din 2001, majoritatea populației localității Luciînți era vorbitoare de ucraineană (99,58%), existând în minoritate și vorbitori de alte limbi.